# Michael Clayton
Michael Clayton és una pel·lícula de thriller legal estatunidenca de 2007 escrita i dirigida per Tony Gilroy en el seu debut com a director i protagonitzada per George Clooney com l'advocat Michael Clayton, que descobreix un encobriment per part d'un dels clients de la seva empresa. Tom Wilkinson, Tilda Swinton i Sydney Pollack apareixen en papers secundaris. Ha estat doblada i subtitulada al català.

## Argument
Advocat en un dels més grans gabinets jurídics de Nova York, Michael Clayton arregla discretament i per tots els mitjans els assumptes molestos dels seus clients.
Una poderosa firma agroquímica - per enriquir-se - pot fer centenars de víctimes per contaminació química, i és defensada per un dels advocats del gabinet jurídic, Arthur Edens. Quan aquest últim intenta sabotejar tot el treball efectuat, es confiarà llavors a Michael Clayton aquest expedient. Ja no pot escapar a la tria: ofegar la veritat o fer-la esclatar, amb perill de la seva vida...

## Repartiment
- George Clooney: Michael Clayton
- Tom Wilkinson: Arthur Edens
- Michael O'Keefe: Barry Grissom
- Sydney Pollack: Marty Bach
- Danielle Skraastad: Bridget Klein
- Tilda Swinton: Karen Crowder

## Premis i nominacions

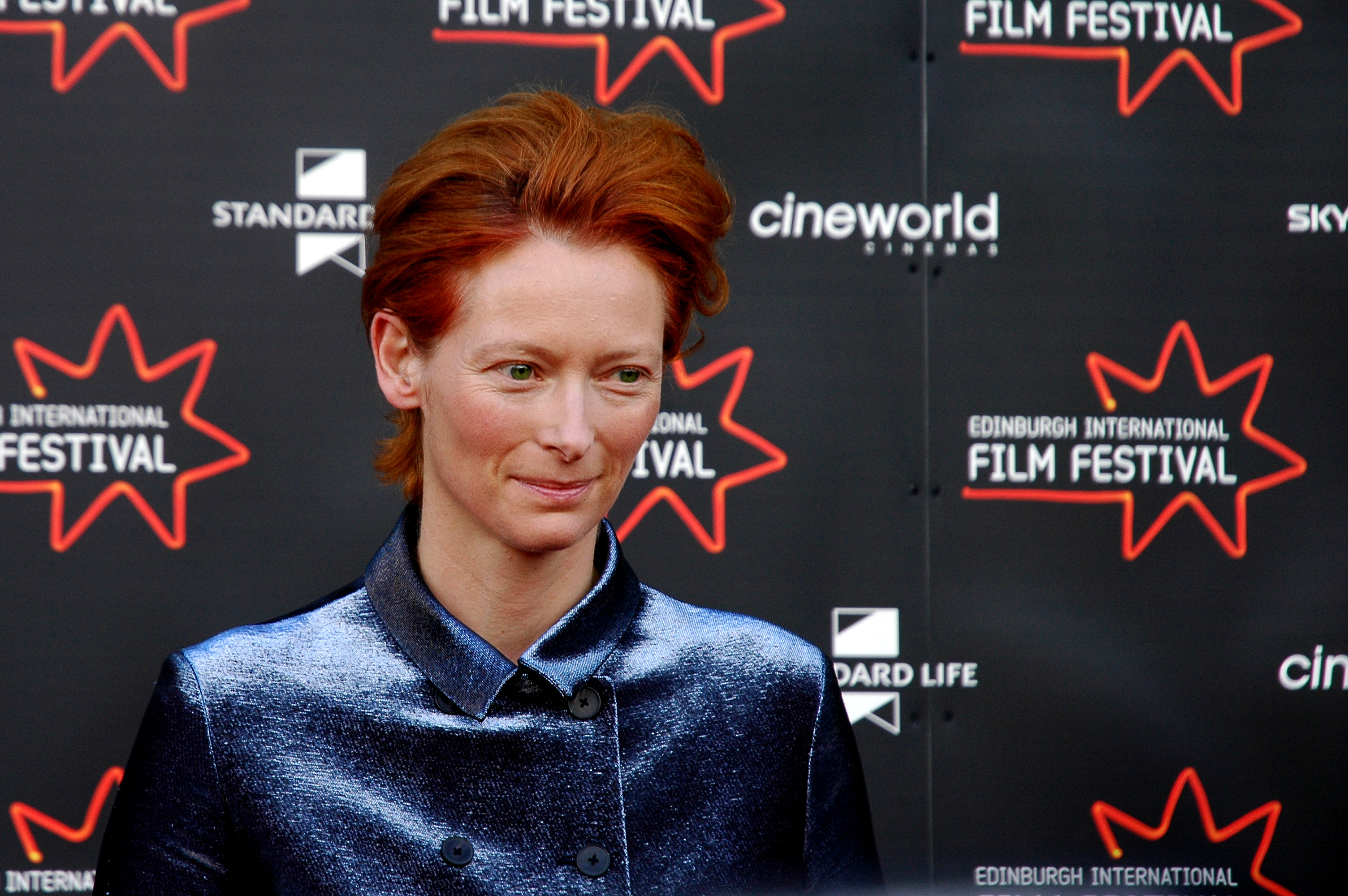
Tilda Swinton, l'actriu guanyadora d'un Oscar per aquesta pel·lícula

### Premis
- 2008: Oscar a la millor actriu secundària per Tilda Swinton[3]
- 2008: BAFTA a la millor actriu secundària per Tilda Swinton[4]

### Nominacions
- 2007: Lleó d'Or
- 2008: Oscar a la millor pel·lícula[3]
- 2008: Oscar al millor director per Tony Gilroy[3]
- 2008: Oscar al millor actor per George Clooney[3]
- 2008: Oscar al millor actor secundari per Tom Wilkinson[3]
- 2008: Oscar al millor guió original per Tony Gilroy[3]
- 2008: Oscar a la millor banda sonora per James Newton Howard[3]
- 2008: Globus d'Or a la millor pel·lícula dramàtica
- 2008: Globus d'Or al millor actor dramàtic per George Clooney
- 2008: Globus d'Or a la millor actriu secundària per Tilda Swinton
- 2008: Globus d'Or al millor actor secundari per Tom Wilkinson
- 2008: BAFTA al millor actor per George Clooney[4]
- 2008: BAFTA al millor actor secundari per Tom Wilkinson[4]
- 2008: BAFTA al millor guió original per Tony Gilroy[4]
- 2008: BAFTA al millor muntatge per John Gilroy[4]

## Doblatge en català
La pel·lícula no va sortir als cinemes en versió català, Compra del DVD en versió catalana però sí que està disponible en DVD.
Veus de la versió catalana:
- Michael Clayton: Joan Carles Gustems
- Arthur Edens: Domènech Farrel
- Marty Bach: Arseni Corsellas
- Karen Crowder: Alícia Laorden